# Sus ojos se cerraron
«Sus ojos se cerraron» es un tango de los músicos Alfredo Le Pera (letra) y Carlos Gardel (música). Este último la interpretó, en enero de 1935, en el filme El día que me quieras.

## Los autores
Carlos Gardel fue un cantante, compositor y actor de cine. Es el más conocido representante del género en la historia del tango. Iniciador y máximo exponente del "tango canción", fue uno de los intérpretes más importantes de la música popular mundial en la primera mitad del siglo XX, por la calidad de su voz, por la cantidad de discos vendidos (como cantante y como compositor), por sus numerosas películas relacionadas con el tango y por su repercusión mundial.
Alfredo Le Pera, cuyo nombre completo era Alfredo Le Pera Sorrentino (São Paulo, Brasil, junio de 1900  - Medellín, Colombia, 24 de junio de 1935) fue un letrista, escritor y periodista  autor de la letra de los más conocidos tangos cantados por Gardel.

## La letra
La letra alude al dolor de un hombre ante la muerte de su amada. Como muchas de las obras de Le Pera y Gardel, este tango fue escrito con miras a ser incluido en la línea argumental de la película, pero parte de una experiencia personal del romance de Le Pera con Aida Martínez que finalizó con la enfermedad y la muerte, muy joven, de la muchacha.

## Filmación y difusión
El director del filme El día que me quieras Terig Tucci cuenta en sus memorias que durante la etapa de preparación de la filmación de la escena en que Gardel debía cantar "Sus ojos se cerraron", sostuvo con el cantor arduas discusiones en los ensayos y durante el exhaustivo análisis de la letra, de la música y de la interpretación que realizaran tanto en los Estudios como en el departamento de aquel. Narra Tucci que cuando la filmación incluía a Gardel eran muchas las personas –“desde el presidente de la compañía hasta el más modesto obrero”- que concurrían a presenciarla. La cámara tomaba a Gardel en el escenario de una alcoba en tanto la orquesta estaba fuera de su campo de visión; el cantor se acercó a una ventana, descorre un instante la cortina, vuelve sobre sus pasos, murmura algo a su hijita y comienza a cantar los dos minutos y medio que dura el tango en un completo silencio de la audiencia que se rompió al final con estruendoso aplauso.
Poco después Azucena Maizani incorporó el tango a su repertorio y en distintas épocas fueron numerosos los cantantes y orquestas que lo registraron.
Entre los cantores solistas que lo grabaron se encuentran:
- Carlos Acuña
- Hugo del Carril
- Jorge Casal
- Charlo
- Alberto Cortez
- Néstor Fabián
- Rosanna Falasca
- Andrés Calamaro
- María Garay
- Libertad Lamarque
- Argentino Ledesma
- Virginia Luque
- Azucena Maizani
- Héctor Mauré
- Antonio Prieto
- Susana Rinaldi
- Edmundo Rivero
- Ernesto Rondó
- Julio Sosa
- Sandro
- Chavela Vargas
- Graciela Susana

Algunas de las orquestas que registraron esta obra son:
- Francisco Canaro con la cantante Nelly Omar
- Francisco Lomuto con el cantor Jorge Omar
- Donato Racciatti con la cantante Olga Delgrossi
- Francisco Rotundo con el cantor Jorge Durán
- Horacio Salgán con la voz de Roberto Goyeneche y con la de Edmundo Rivero

Como instrumental, entre otras, hay grabaciones de:
- Cacho Tirao con guitarra
- Hugo Díaz
- Leopoldo Federico con solo de bandoneón
- Roberto Grela con guitarra
- Rodolfo Mederos
- Astor Piazzolla
- Michel Plasson con Raúl Garello como solista
- Terig Tucci